# Florentina López de Jesús
Florentina López de Jesús (25 de julio de 1939 - 9 de febrero de 2014) fue una tejedora tradicional mexicana de la etnia amuzgo originaria de Xochistlahuaca, Guerrero, México. 
Desde su infancia, como la mayoría de las niñas amuzgo, aprendió a tejer prendas de algodón observando e imitando a su madre. Ya como adulta, comenzó a vender su producción entre sus amigos o a elaborarla por pedido especial.  Su trabajo llamó la atención de FONART entre 1969 y 1971, lo que la condujo a convertirse en miembro de la cooperativa de artesanos La Flor de Xochistlahuaca.
Después de ganar premios por su trabajo a partir de 1980, comenzó a vender sus piezas en Ometepec. Trabajó para desarrollar la artesanía, investigando sobre tintes naturales hechos con plantas y minerales de los alrededores de Xochistlahuaca, impartiendo clases de tejido en la ciudad y la región circundante y asistiendo a seminarios sobre tintes naturales. Aprendió diversas técnicas de tejido como tafeta, tejido simple, taletón (una variante de la tafeta) y variantes de gasa. Su especialidad era el brocado de gasa con un diseño tejido con hilos de trama de colores diversos. Además de los tradicionales huipiles, servilletas, manteles, rebozos y colchas. Por pedido especial, realizó prendas con otras fibras como seda y sintéticos.
Su trabajo ganó numerosos premios incluyendo el segundo lugar del Gran Premio de Arte Popular, FONART en 1987; primer lugar en el Gran Premio de Arte Popular, FONART en 1991; y el Premio Nacional de Artesanías de SECOFI en 1993.